# Formule 3000/1994
Het Formule 3000 seizoen van 1994 was het 10e FIA Formula 3000 International Championship seizoen, en startte op 2 mei 1994. Er werden 8 races gehouden.

## Kalender
|    | Datum        | Land                | Circuit           | Winnaar                  | Pole-Position      | Snelste ronde            |
| -- | ------------ | ------------------- | ----------------- | ------------------------ | ------------------ | ------------------------ |
| 1. | 2 mei        | Verenigd Koninkrijk | Silverstone       | Franck Lagorce           | Franck Lagorce     | Franck Lagorce           |
| 2. | 23 mei       | Frankrijk           | Pau               | Gil de Ferran            | Gil de Ferran      | Vincenzo Sospiri         |
| 3. | 28 mei       | Spanje              | Barcelona         | Massimiliano Papis       | Massimiliano Papis | Jean-Christophe Boullion |
| 4. | 17 juli      | Italië              | Pergusa           | Gil de Ferran            | Franck Lagorce     | Christian Pescatori      |
| 5. | 30 juli      | Duitsland           | Hockenheim        | Franck Lagorce           | Guillaume Gomez    | Franck Lagorce           |
| 6. | 27 augustus  | België              | Spa-Francorchamps | Jean-Christophe Boullion | Franck Lagorce     | Tarso Marques            |
| 7. | 25 september | Portugal            | Estoril           | Jean-Christophe Boullion | Emmanuel Clérico   | Emmanuel Clérico         |
| 8. | 2 oktober    | Frankrijk           | Magny-Cours       | Jean-Christophe Boullion | Franck Lagorce     | Franck Lagorce           |

## Eindstand: FIA Formula 3000 Internationaal Kampioenschap voor rijders
De puntenverdeling per race: 9 punten voor de winnaar, 6 voor de tweede, 4 voor de derde, 3 voor de vierde, 2 voor de vijfde en 1 voor de zesde.
| Plaats | Naam                     | Land                | Team                   | Chassis | Motor         | Vlag van Verenigd Koninkrijk | Vlag van Spanje | Vlag van Frankrijk | Vlag van Italië | Vlag van Duitsland | Vlag van België | Vlag van Portugal | Vlag van Frankrijk | Totaal |
| ------ | ------------------------ | ------------------- | ---------------------- | ------- | ------------- | ---------------------------- | --------------- | ------------------ | --------------- | ------------------ | --------------- | ----------------- | ------------------ | ------ |
| 1      | Jean-Christophe Boullion | Frankrijk           | DAMS                   | Reynard | Ford Cosworth | -                            | 3               | -                  | -               | 6                  | 9               | 9                 | 9                  | 36     |
| 2      | Franck Lagorce           | Frankrijk           | Apomatox               | Reynard | Ford Cosworth | 9                            | 2               | 2                  | 6               | 9                  | -               | -                 | 6                  | 34     |
| 3      | Gil de Ferran            | Brazilië            | Paul Stewart Racing    | Reynard | ZytekJudd     | 4                            | 9               | -                  | 9               | 4                  | 2               | -                 | -                  | 28     |
| 4      | Vincenzo Sospiri         | Italië              | SuperNova Racing       | Reynard | Ford Cosworth | 3                            | 6               | 4                  | -               | 3                  | -               | 6                 | 2                  | 24     |
| 5      | Didier Cottaz            | Frankrijk           | Paul Stewart Racing    | Reynard | ZytekJudd     | 1                            | 4               | -                  | -               | -                  | 6               | 2                 | -                  | 13     |
| 6      | Massimiliano Papis       | Italië              | Mythos Racing          | Reynard | Judd          | -                            | -               | 9                  | 3               | -                  | -               | -                 | 1                  | 13     |
| 7      | Guillaume Gomez          | Frankrijk           | DAMS                   | Reynard | Ford Cosworth | -                            | 1               | -                  | -               | -                  | 3               | 4                 | 4                  | 12     |
| 8      | Fabrizio de Simone       | Italië              | Mythos Racing          | Reynard | Judd          | -                            | -               | 6                  | -               | -                  | 1               | -                 | -                  | 7      |
| 9      | David Coulthard          | Verenigd Koninkrijk | Vortex European        | Reynard | Ford Cosworth | 6                            | -               | -                  | -               | -                  | -               | -                 | -                  | 6      |
|        | Hideki Noda              | Japan               | Forti Corse            | Reynard | Ford Cosworth | 2                            | -               | -                  | 4               | -                  | -               | -                 | -                  | 6      |
| 11     | Kenny Bräck              | Zweden              | Madgwick International | Reynard | ZytekJudd     | -                            | -               | -                  | -               | -                  | 4               | 1                 | -                  | 5      |
| 12     | Jordi Gené               | Spanje              | Nordic Racing          | Lola    | Ford Cosworth | -                            | -               | 3                  | -               | -                  | -               | -                 | -                  | 3      |
|        | Marc Goossens            | België              | Nordic Racing          | Lola    | Ford Cosworth | -                            | -               | 1                  | -               | 2                  | -               | -                 | -                  | 3      |
|        | Pedro Diniz              | Brazilië            | Forti Corse            | Reynard | Ford Cosworth | -                            | -               | -                  | -               | -                  | -               | 3                 | -                  | 3      |
|        | Tarso Marques            | Brazilië            | Vortex Motorsport      | Reynard | Ford Cosworth | -                            | -               | -                  | -               | -                  | -               | -                 | 3                  | 3      |
| 16     | Jérôme Policand          | Frankrijk           | Danielson              | Reynard | ZytekJudd     | -                            | -               | -                  | 2               | -                  | -               | -                 | -                  | 2      |
| 17     | Christian Pescatori      | Italië              | Durango                | Reynard | Ford Cosworth | -                            | -               | -                  | 1               | -                  | -               | -                 | -                  | 1      |
|        | Wim Eyckmans             | België              | Eyckmans Racing        | Reynard | Ford Cosworth | -                            | -               | -                  | -               | 1                  | -               | -                 | -                  | 1      |

1985 ·
1986 ·
1987 ·
1988 ·
1989 ·
1990 ·
1991 ·
1992 ·
1993 ·
1994 ·
1995 ·
1996 ·
1997 ·
1998 ·
1999 ·
2000 ·
2001 ·
2002 ·
2003 ·
2004